# موسوعة طبقات الفقها
موسوعه طبقات الفقها کتابی است که در سال ۱۴۱۸ق منتشر و در مراسم کتاب سال جمهوری اسلامی ایران به‌عنوان کتاب برگزیده معرفی شد.